# Jerzy Potulicki
Jerzy Potulicki-Skórzewski (ur. 27 lipca 1894 w Kaltenleutgeben, zm. 15 sierpnia 1950 w Abidżanie) – polski hrabia, wojskowy, dyplomata, podporucznik armii Cesarstwa Niemieckiego, rotmistrz Wojska Polskiego, bobsleista, uczestnik Zimowych Igrzysk Olimpijskich w St. Moritz w 1928 roku.

## Życiorys
Urodzony w Austro-Węgrzech w Kaltenleutgeben, jako syn I ordynata na Próchnowie hrabiego Zygmunta Potulickiego i markizy Marii Anny Schey.
Jerzy Potulicki-Skórzewski ukończył szkołę średnią i był studentem kilku zagranicznych uczelni. Oprócz języka ojczystego (polskiego) władał biegle językiem niemieckim, francuskim, angielskim, węgierskim i hiszpańskim. Podczas I wojny światowej służył w armii niemieckiej w stopniu podporucznika.
W tym czasie nabawił się gruźlicy. W 1919 roku wstąpił do Wojska Polskiego. Jego macierzystym oddziałem był 21 pułk Ułanów Nadwiślańskich, do którego został przeniesiony w rezerwie jako kapitan. Podczas leczenia gruźlicy w Szwajcarii pełnił funkcję attaché wojskowego w polskiej ambasadzie w Bernie. Od 1919 roku służył jako kapitan w 16 pułku Kawalerii Wielkopolskiej. W sierpniu 1920 roku w czasie bitwy warszawskiej był osobistym adiutantem Wojskowego Gubernatora Warszawy Franciszka Latinika. W 1922 roku został odznaczony Krzyżem Walecznych.  Później dołączył do służby w Departamencie Zagranicznym Urzędu Prezydenta i został łącznikiem z Ministerstwa Spraw Zagranicznych na II. Oddział Najwyższego Dowództwa.
Został członkiem polskiej ekipy bobslejowej na Zimowych Igrzyskach Olimpijskich w 1928 roku, gdzie zajął 17. miejsce w konkurencji 5 bobslejowych. Jego krewnym był inny bobsleista i członek polskiej ekipy na tych igrzyskach, Józef Broel-Plater.
Przeniesiony do rezerwy w stopniu rotmistrza.